# Sportvagns-VM 1961
Sportvagns-VM 1961 vanns av Ferrari.

## Delsegrare
| Bana         | Vinnare                              | Märke    |
| ------------ | ------------------------------------ | -------- |
| Sebring      | Phil Hill Olivier Gendebien          | Ferrari  |
| Targa Florio | Wolfgang von Trips Olivier Gendebien | Ferrari  |
| Nürburgring  | Masten Gregory Lloyd Casner          | Maserati |
| Le Mans      | Phil Hill Olivier Gendebien          | Ferrari  |
| Pescara      | Lorenzo Bandini Giorgio Scarlatti    | Ferrari  |

## Märkes-VM
| Plats | Märke    | Poäng |
| ----- | -------- | ----- |
| 1     | Ferrari  | 24    |
| 2     | Maserati | 14    |
| 3     | Porsche  | 11    |
| 4     | O.S.C.A. | 1     |